# Jacob Gretser
Jacob Gretser (ou Gretserus) est un jésuite allemand, professeur de théologie et controversiste, né à Markdorf le 27 mars 1562, et mort à Ingolstadt le 29 janvier 1625 .

## Biographie
Jacob Gretser est né à Markdorf, dans le diocèse de Constance. Il est entré dans la Compagnie de Jésus en 1578.
Il s'est intéressé à la théologie et à la controverse, ainsi qu'à l'étude des premiers temps de l'Église et à l'histoire profane.
Il a été pendant 25 ans professeur de l'université d'Ingolstadt. Il y a enseigné pendant trois ans la philosophie, puis la Théologie dogmatique pendant 14 ans, et la théologie morale pendant 7 ans.
En 1601, un débat religieux entre catholiques et luthériens a été organisé à Ratisbonne, au cours duquel Gretser est intervenu, assisté de son ancien élève à Ingolstadt Adam Tanner.
Il a été un des meilleurs controversistes de son temps. Il été estimé par le pape Clément VIII, l'empereur Ferdinand II, l'électeur Maximilien Ier de Bavière. Il a correspondu avec le cardinal Bellarmin et Markus Welser.
Il est mort à Ingolstadt.